# Ascogaster tekapoensis
Ascogaster tekapoensis är en stekelart som beskrevs av Walker och Trevor Huddleston 1987. Ascogaster tekapoensis ingår i släktet Ascogaster och familjen bracksteklar. Inga underarter finns listade.